# Rotta di Libertà
Rotta di Libertà (in greco Πλεύση Ελευθερίας?, Pleusī Eleutherias) è un partito politico di ispirazione antisistema fondato in Grecia nel 2016 dall’ex-Vicepresidente del Parlamento ellenico Zōī Kōnstantopoulou. I suoi membri derivano dal partito di Sinistra “Unità Popolare”.
Inizialmente un partito minore, extra-parlamentare e molto marginalizzato, si è decisamente affermato sul piano politico solo a partire dalle elezioni parlamentari del giugno 2023, quando ha straordinariamente ottenuto 8 seggi su 300 presso il Parlamento ellenico.

## Storia

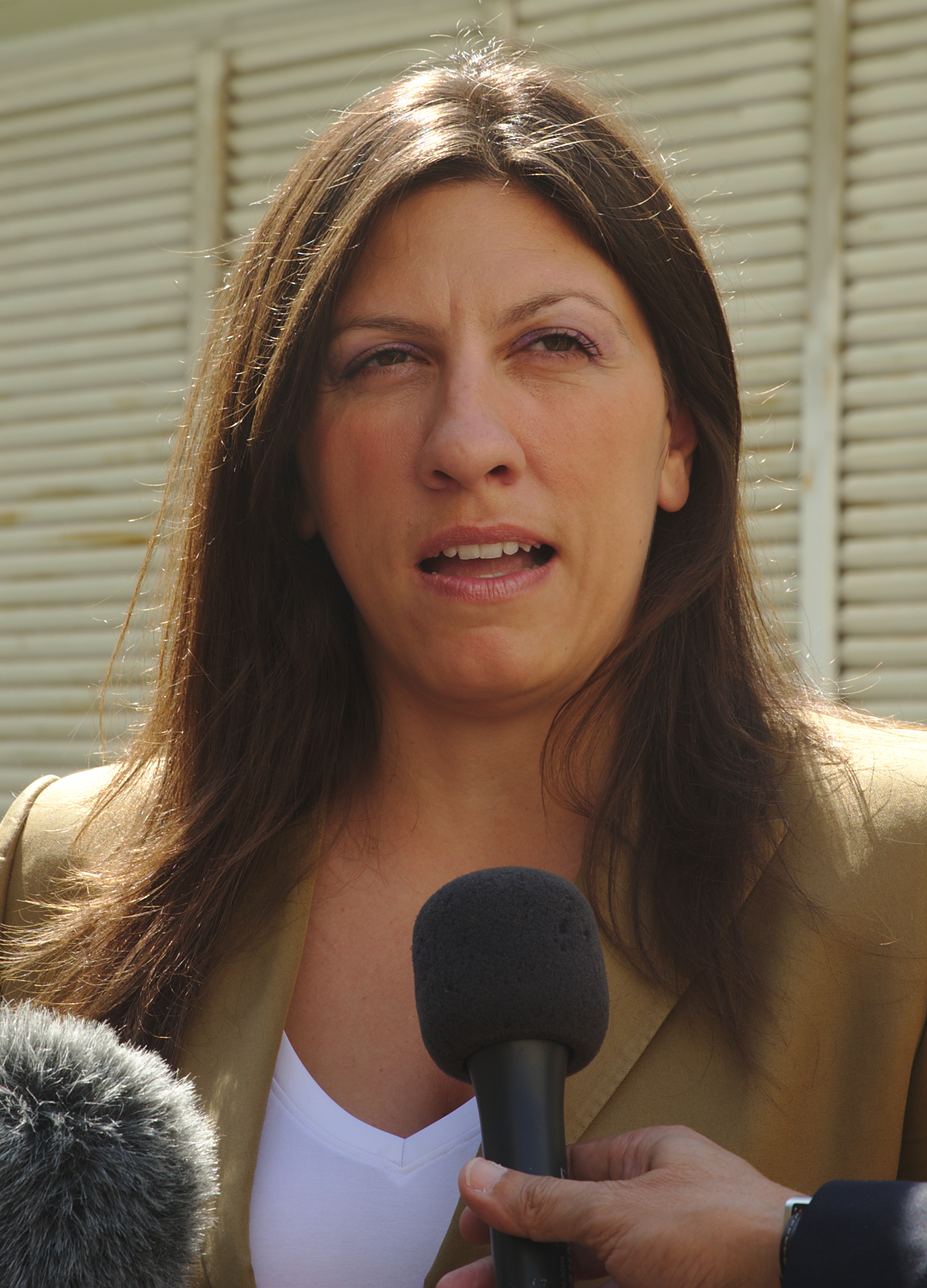
Zōī Kōnstantopoulou

Dopo l'accordo per il terzo programma di aggiustamento economico (ovvero di salvataggio economico) per la Grecia accordato dal primo governo di SYRIZA e ANEL, Zōī Kōnstantopoulou si dissociò dalle opinioni del partito e partecipò alle successive elezioni legislative come leader del partito unità Popolare nella circoscrizione elettorale “Atene A”. Tuttavia, il partito non è riuscito a raggiungere la soglia elettorale per la rappresentanza nella legislatura.
Il 19 aprile 2016 ha annunciato la fondazione del partito. Secondo la sua dichiarazione di fondazione, lo scopo dell'azione del partito consiste in: Democrazia, giustizia, trasparenza, diritti, cancellazione del debito e richiesta di riparazioni per la seconda guerra mondiale.

## Ideologia
Rotta di Libertà si descrive come un partito antisistema basata sull'intransigenza della sua fondatrice, Zōī Kōnstantopoulou, in merito all’opposizione alle misure di austerità, al neoliberismo, alla "disuguaglianza economica e fiscale", ai creditori della Grecia e alla Troika e ai suoi salvataggi.
È stato ascritto, da sinistra, "nominalmente" all'estrema sinistra forte, anche se l’ex-vicepresidente si dichiara lontana da ciò, avendo affermato che il partito non è "né di sinistra né di destra". La posizione politica del partito è stata anche considerata non limitata all'ala sinistra ed è stata descritta come una "triangolazione" e un rifiuto della "divisione sinistra-destra", che ha il sostegno sia degli elettori di sinistra che di destra (anche dell'estrema destra).
Si concentra fortemente sul legalismo e sull'istituzionalismo (vale a dire lo status di Kōnstantopoulou come ex presidente del Parlamento ellenico) e un rifiuto virulento di tutti i politici.
Zoe Konstantopoulou ha criticato le privatizzazioni, gli aumenti della tassazione, gli "oligarchi dei media", l'asta e i pignoramenti bancari di case e famiglie sovraindebitate.
Il partito è venuto anche a sostegno dei rifugiati, della comunità LGBT, degli oppositori del Vaccino anti COVID-19 e delle vittime di sessismo e violenza sessuale.
Infine, il partito è considerato un partito anti-UE, definendola Kōnstantopoulou una "creazione mostruosa" con mancanza di democrazia e che deve essere abbattuta, definendo, nella la dichiarazione di fondazione del partito, la denuncia all'"eurocrazia" di totalitarismo.

### Posizioni
Le posizioni del partito includono la cancellazione del debito nazionale del paese (che ha precedentemente affermato durante il suo periodo al governo come "illegale, illegittimo, odioso e insostenibile" e "incostituzionalmente accumulato" sulla base del rapporto della “Commissione greca per la verità sul debito” del Parlamento ellenico.
La sua dichiarazione di fondazione sostiene le posizioni della democrazia partecipativa e della democrazia popolare, e include proposte come l'istituzionalizzazione dei referendum in forma obbligatoria, la partecipazione dei cittadini al sistema giudiziario, la rinazionalizzazione di tutte le imprese pubbliche e i beni pubblici.

## Risultati elettorali
| Elezione                 | Voti    | %    | Seggi   | Posizione         |
| ------------------------ | ------- | ---- | ------- | ----------------- |
| Parlamentari 2019        | 82.673  | 1,46 | 0 / 300 | Extraparlamentari |
| Europee 2019             | 81.269  | 1,60 | 0 / 21  | -                 |
| Parlamentari 2023 (mag.) | 170.298 | 2,89 | 0 / 300 | Extraparlamentari |
| Parlamentari 2023 (giu.) | 165.210 | 3,17 | 8 / 300 | Opposizione       |
| Europee 2024             | 135.310 | 3,40 | 1 / 21  | -                 |